# ГЕС Пудін
ГЕС Пудінг (普定水电站) — гідроелектростанція у центральній частині Китаю в провінції Ґуйчжоу. Знаходячись перед ГЕС Yǐnzidù, становить верхній ступінь каскаду на річці Санча, правій твірній Уцзян (великий правий доплив Янцзи).
В межах проекту річку перекрили бетонною арковою греблею висотою 75 метрів,  довжиною 196 метрів та шириною від 6 (по гребеню) до 28 (по основі) метрів. Гребля утримує водосховище з об'ємом 377 млн м3 (корисний об'єм 265,3 млн м3) та припустимим коливанням рівня поверхні у операційному режимі між позначками 1126 та 1145 метрів НРМ (під час повені рівень може зростати до 1147,6 метра НРМ, а об'єм — до 420,9 млн м3).
Через тунель довжиною 0,28 км з діаметром 8 метрів ресурс подається до розташованого на правому березі річки наземного машинного залу. Тут встановлено три турбіни потужністю по 25 МВт, які забезпечують виробництво 340 млн кВт-год електроенергії на рік.